# Gouffre de Réveillon
Le gouffre du Réveillon,, est une cavité souterraine naturelle. Elle se situe sur le territoire de la commune d'Alvignac, dans le Quercy (Lot, Occitanie, France).

## Toponymie
Son nom serait issu du bas latin à valeur diminutive ripellio, du latin rivus, « ruisseau », d'où « tout petit ruisseau ».

## Situation
Le gouffre de Réveillon est séparé de cent mètres du hameau Réveillon. Il est situé deux kilomètres à l'est d'Alvignac, à 4,5 kilomètres au nord-est de Rocamadour. La petite route qui va de Réveillon à Lasbros passe au-dessus de la voûte du porche d'entrée à cent mètres de la cote 312 qui est le point d'intersection avec la D673. Il s'ouvre à la limite des terrains du Limargue (à l'est) et du causse (à l'ouest), à l'endroit où le ruisseau de Salgues, venant d'Alvignac, se perd sous terre, dans une doline boisée.

## Accès et risques

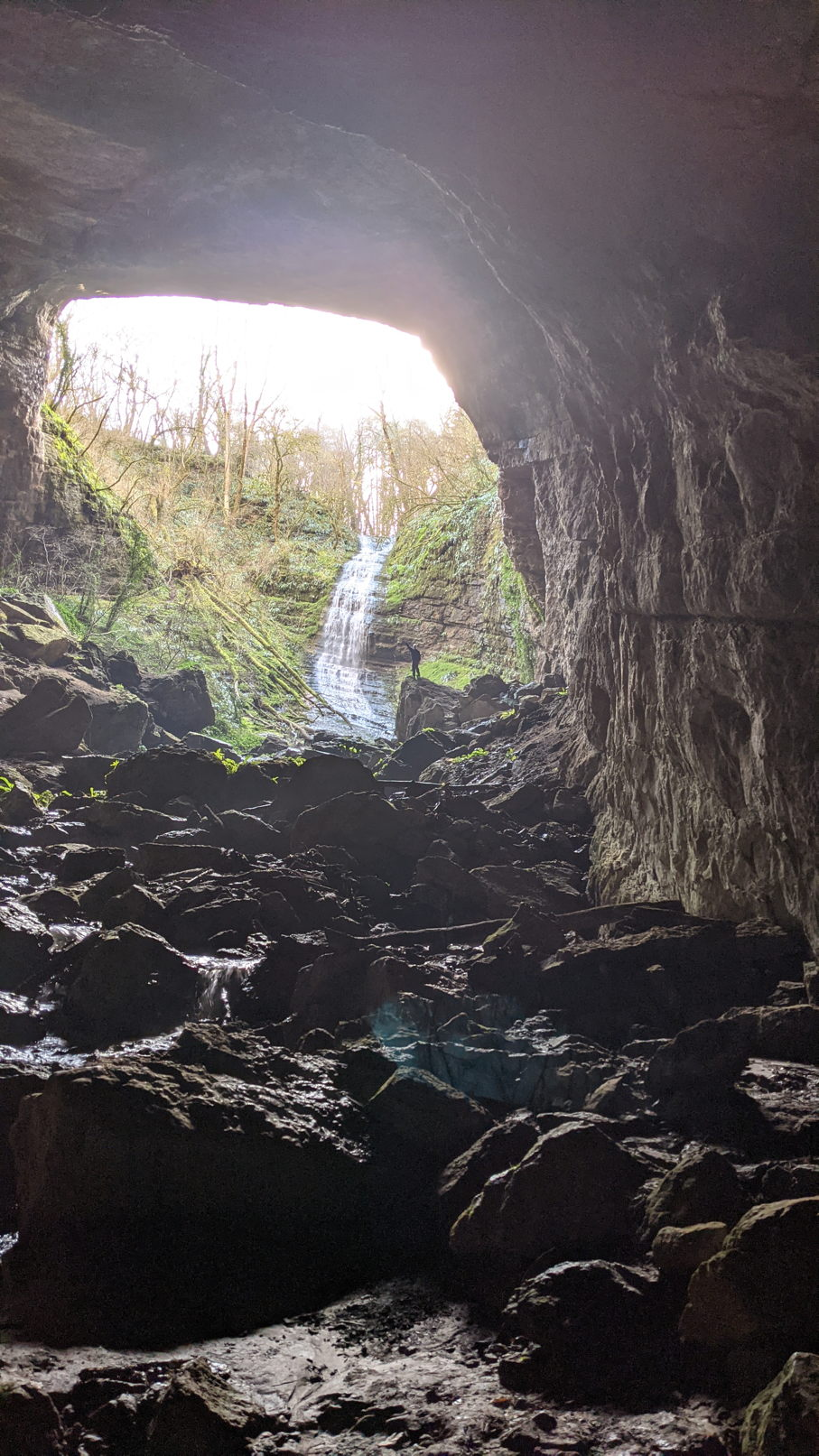
Porche et cascade du gouffre de Réveillon.

L'entrée du gouffre de Réveillon, en forme de grotte, est située dans une propriété privée.
L'accès et le parcours dans la cavité présentent des dangers pour des personnes non formées aux techniques spéléologiques et particulièrement :
- les chutes, par temps humide, dans la zone d'entrée ou à l'intérieur de la cavité dans un puits ;
- les chutes de pierre dans le porche d'entrée. Cette zone fraiche et splendide est dangereuse en cas de stationnement, de nombreux blocs se détachent régulièrement de la voûte fissurée et gélive, il faut raser rapidement la paroi de droite ;
- l'égarement dans les boyaux labyrinthiques de la partie fossile ;
- le risque de rester prisonnier derrière les siphons : P. Vidal indiqua en 1955 avoir vu le Porche d'Entrée plein d'eau. Des courants d'eau violents modifient alors les remplissages[5]. Le siphon Martel s'amorce en moins de deux heures, mais peut se vider en deux semaines par temps sec[6]. Le 15 septembre 1974, Francis Guichard essuya un orage d'une extrême violence qui mit en charge ce siphon en une dizaine de minutes[5]. Les 20 et 21 juillet 1982, huit personnes d'une colonie de vacances se trouvèrent bloqués derrière les siphons mais purent ressortir indemnes[7].

Les parties fossiles doivent être évitées de novembre à mars car elles sont utilisées comme lieux d'hibernation pour les chauves-souris.

## Géologie
Le gouffre de Réveillon a été creusé par le ruisseau de Salgues dans les calcaires karstifiables du Jurassique. Plus précisément, il se situes au-dessus des marnes imperméables du Toarcien et dans les calcaires de l'Aalénien et du Bajocien. En amont du gouffre, se trouve une faille d'orientation est/ouest et le horst d'Alvignac, qui montrent que la zone a été soumise à des contraintes tectoniques importantes.

## Hydrologie

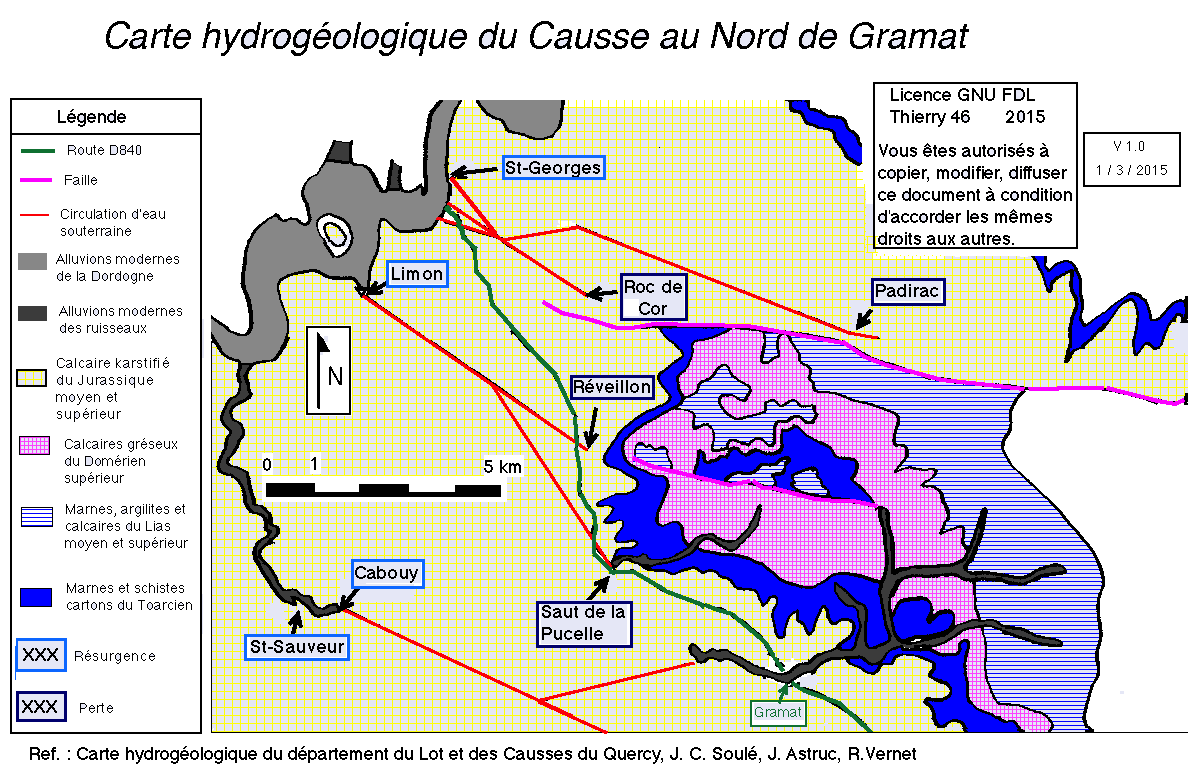

Le ruisseau de Salgues entre sous terre au gouffre de Réveillon. Il rassemble les eaux d'un petit bassin de 5 km2 qui s'étend à l'est sur 3 km jusqu'à Alvignac.
Ces eaux résurgent, mêlées à celles du gouffre du Saut de la Pucelle, aux gouffres du Limon, situés à 7 km au nord/ouest sur la commune de Meyronne, en bordure de la vallée de la Dordogne. Guy de Lavaur le prouva par une coloration en 1952.
Le gouffre de Réveillon peut se diviser en trois parties : active, semi-active et fossile.

### Partie active

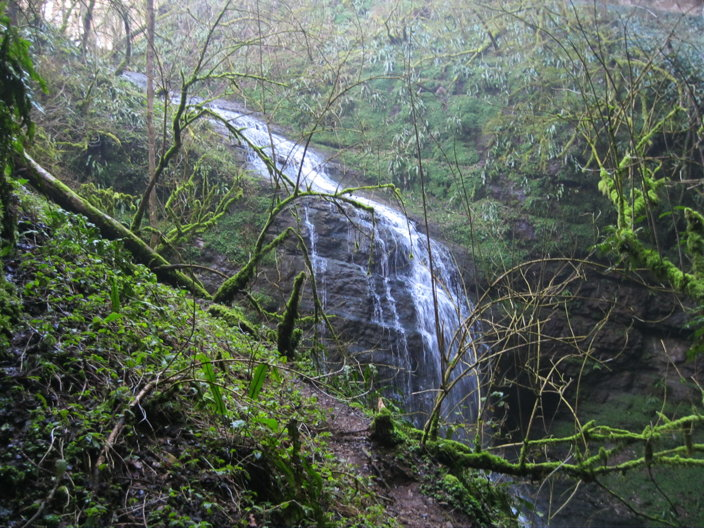
La cascade du ruisseau de Salgues à son entrée dans le porche.

Cette partie débute par une perte dans le lit du ruisseau, 200 mètres en amont du porche d'entrée. Elle absorbe toute l'eau si le débit est inférieur à cinq litres par seconde.
À l'intérieur, l'eau réapparait dans la Salle du Livre et se perd rapidement sous l'Éboulis du Livre. Si le débit est suffisant, elle réapparait dans la Salle Bernard, puis dans le siphon de Joly et enfin au point bas de la cavité : le fond de la Salle des Agenais. Une autre hypothèse, avancée par Francis Guichard, pourrait être que « le ruisseau découvert dans la Salle des Agenais serait simple affluent du collecteur principal, drainant en sous-écoulement tout l'ensemble de l'enfilade Est-Ouest des grandes salles ».

### Partie semi-active
Ces galeries, exondées habituellement, sont parcourues par l'eau lorsque la perte du réseau actif est saturée. L'eau ruisselle sur la Cascade Extérieure et pénètre en sous écoulement dans les éboulis du Porche d'Entrée. au bout de moins de deux heures, les siphons Martel et de Joly sont remplis. Ces deux siphons se désamorcent ensuite très lentement, deux semaines par temps sec, à travers le remplissage.

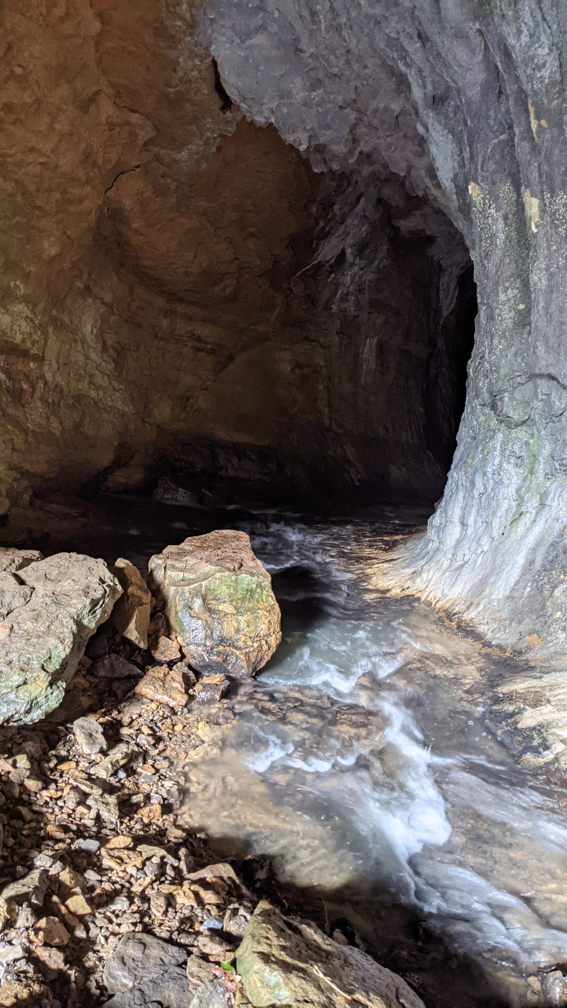
Galerie d'entrée.

Lors des crues, environ 3 m3 s−1 en novembre 1995, l'eau envahit les galeries et les trois quarts du réseau inférieur sont noyés. Des feuilles ont été retrouvées 25 m au-dessus du siphon de Joly et des cailloux sont remontés violemment aux Strates Inclinées. L'eau se jette ensuite avec force dans la salle du Camp.

### Partie fossile
L'accès supérieur à cette partie sèche se situe en rive gauche avant la cascade extérieure. Les galeries de faible section constituent un réseau labyrinthique.
Les galeries de l'AGA et de la jonction permettaient de rejoindre le réseau semi-actif entre les siphons Martel et de Joly.

### Pollution
Les eaux du ruisseau de Salgues collectent des eaux usées et des résidus plastiques.

## Description

### La zone d'entrée
Le gouffre de Réveillon se présente comme une immense caverne dans laquelle se jette le ruisseau par la Cascade Extérieure. Le porche d'entrée est impressionnant par ses dimensions : 30 mètres de haut, 40 de large et 60 de profondeur. Il présente une verticale de 53 mètres par rapport à la route qui passe sur sa voûte (cote 305 m). Le sol est constitué de blocs tombés du plafond qui se délite en permanence. La voûte se développe dans un banc de calcaire massif, ses parois sont formées par des calcaires devenant de plus en plus marneux vers le bas. Il est rétréci vers l'aval et barré par une coulée stalagmitique qui empêche les blocs d'envahir les galeries.

### Les galeries des siphons
Une galerie de dix mètres de diamètre débute après la coulée stalagmitique du porche d'entrée. Elle conduit, par des plans inclinés et des zones percées de marmites, au point bas, le siphon Martel long de 50 mètres, où s'accumulent des matières organiques : branches, feuille, humus. Ce siphon est probablement dû à l'effondrement d'un immense bloc appelé la Dalle qui aurait bouché le conduit. Des restes d'aménagement sont visibles dans cette zone : grilles défoncées au fond d'une marmite, escalier taillé dans la calcite, ancrages pour main courante scellés dans la roche.
La descente de la Dalle par un puits de 10 mètres mène au siphon de Joly long de 60 mètres franchissable seulement par temps sec. À partir du lieu appelé le Rond-Point, un galerie inférieure descend au siphon terminal (point bas à −110 m), une autre remonte une pente de galets puis un cône terreux. Elle est barrée par un puits de quatre mètres, suivie d'une galerie ennoyée par hautes eaux, l'escalade des strates inclinées qui débouchent enfin dans la Salle du Camp.

### Les grandes salles
La salles du Camp, celle de 1949 et celle de 1950 se présentent comme une immense galerie de 300 mètres de long pour une section moyenne de 20 par 20 mètres, barrées par de grands chaos de blocs. Le sol est argileux avec deux grands entonnoirs de soutirage. Un lit de ruisseau, parsemé d'alluvions et de galets au sol, est bien visible près de la galerie d'accès.

### Fossile et galerie de jonction
Une petite grotte en rive gauche avant la cascade donne accès à un réseau labyrinthique et étroit : « Le nouveau Réveillon ». Un puits de 12 mètres conduit au point bas. Un passage étroit et humide mène à la Salle du Livre qui renferme un éboulis (à son sommet, un livre est enfermé dans une valise). La salle avait aussi été baptisée « Salle des Mémoires d'Outre-Tombe » dans le récit de 1959 en raison de son plafond instable. J. Guilhem écrit aussi : « Une de ces strates, haute de plus de trois mètres, est tombée sur la tranche. Épaisse d'à peine quarante centimètres, elle s'est fendillée en feuillets fins. On dirait un livre ouvert ».
De la base du puits de douze mètres, une escalade et la Galerie de l'AGA permettent de déboucher en bas de la Salle Bernard qui remonte sur une longueur de cent mètres pour une largeur de dix. De cette salle, la Galerie de la jonction permettait de rejoindre l'aval du Siphon Martel. Le Spéléo Club de Saint-Céré y avait installé des cordes en fixe en 1976. Depuis 2001, elle est obstruée par une coulée de boue qui empêche donc d'éviter le Siphon Martel.

## Études et explorations

### Archéologie
le 18 juin 1983, deux bracelets de l'âge du bronze furent trouvés 70 m en amont du siphon Martel. Le premier se trouvait dans le lit de la rivière temporaire, le second à 1,50 m environ au-dessus du lit de la rivière. Ils pourraient provenir d'un dépôt ou de sépultures plus en amont,.
Le premier bracelet est rattaché à l'âge du bronze moyen et au début du Bronze final (entre 1500 env. et 1000 av. J.-C.). Son décor très courant est composé de chevrons simples ou doubles, alternant ou non avec des traits verticaux multiples. D'après Jean-Louis Roudil, les centres de fabrication se trouvaient dans la vallée du Rhône,.

### Biospéléologie
De nombreux animaux vivent à proximité ou aux alentours du gouffre de Réveillon.
Les trogloxènes sont représentés par :
- les nombreux choucas qui nichent dans les falaises du Porche d'Entrée ;
- de petits mammifères (renards, blaireaux) qui s'aventurent dans les galeries du réseau fossile ;
- des crapauds et truites qui sont apportés par les crues et restent bloqués dans les premières galerie et vasques après le Porche d'Entrée.

Les parties fossiles sont des lieux d'hibernation de novembre à mars pour les chauves-souris : petits et grands rhinolophes.
En 1997, Éric Virgoulay signale aussi :
- des niphargus dans la Salle du Livre ;
- des gammares dans les premières vasques de la partie semi-active ;
- des sangsues dans la laisse d'eau du siphon Martel ;
- une espèce de myriapode troglobie dans les vases des grandes salles ;
- des collemboles sur des morceaux de bois entraînés par l'eau dans la partie semi-active.

### Historique des explorations

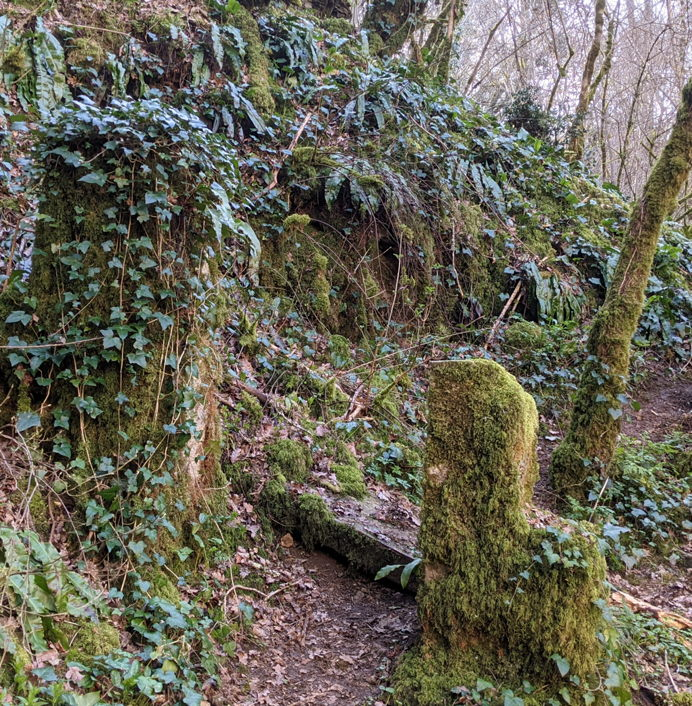
Vestige de porte du gouffre de Réveillon.

- 1595 : première citation du gouffre de Réveillon dans les Mémoires de François de Chalvet de Rochemonteix[15].
- 1831 : Jacques-Antoine Delpon décrit, dans sa Statistique du département du Lot, « le ruisseau de Salgues qui se précipite dans la caverne de Réveillon, dont l'ouverture a plus de cent pieds de hauteur »[16].
- 1887 : dans sa monographie de la commune d'Alvignac, A. Lescure estime avec exagération que le gouffre « peut avoir de deux ou trois kilomètres de long », et décrit le siphon colmaté atteint en 1890 par Martel à 400 mètres de l'entrée[17].
- 1890 : Édouard-Alfred Martel s’arrête à 400 mètres de l'entrée au siphon alors colmaté par des cailloux, de l'argile et des carcasses d'animaux enchevêtrés dans les amoncellements de branchages entraînés par les crues. Ce siphon porte maintenant le nom de ce grand explorateur[4].
- 1890 : Edward Harisson Baker (Anglais) s'arrête au siphon Martel et subit une crue violente qui lui cause un grand effroi[18].
- 1891 et 1892, Philibert Lalande, secrétaire de la Société Archéologique de la Corrèze, explore la partie semi-active de Réveillon ainsi que la petite grotte au-dessus du porche d'entrée et l'entrée de la partie fossile, repérées par Martel en 1890[5].
- Dès 1892, le gouffre est proposé à la visite dans les pages publicitaires des « Itinéraires de Myriam » depuis l'hôtel du Grand Soleil à Rocamadour en passant par le Puits de Padirac et le Saut de la Pucelle. Le gouffre était alors sommairement aménagé dans sa première partie, avec des marches taillées dans les coulées et des rampes de fer ou des chaînes scellées. Le fermier de Réveillon servait de guide contre rétribution[5],[19].
- 1894, le gouffre est cité par Sabine Baring-Gould[20].
- 1921 et 1923 : le propriétaire et M. Frignac, ainsi que le plongeur anglais Elliot Barton, dépassent le terminus de Martel. Les visites guidées sont toujours proposées et une porte-grille de protection en fer est installée[5],[21]
- 1935 : Robert de Joly, en compagnie de M. Déjean, fils du propriétaire du château de Salgues et des terrains qui environnent le gouffre, visitent 320 mètres de plus et s'arrêtent sur un bouchon composé d'énormes galets (30 à 40 cm de diamètre) coincés les uns sur les autres, au lieu-dit Le Rond-Point[5],[22].
- 1943 : Roger Brillot et André Frégnale, du Groupe Norbert Casteret de Clermont-Ferrand, explorent la galerie principale jusqu'au Siphon Terminal et la Salle du Camp. Ils effectuent une levée topographique complète de cavité (plan et coupe)[5],[23].
- 1945 : Bernard Pierret explore la galerie supérieure au siphon Martel[5],[10].
- 1949 : le Spéléo Club de Périgueux découvre la Salle de Minuit et son disque[5],[10].
- 1952 et 1953 : Guy de Lavaur effectue une coloration de l'eau qui réapparait aux gouffres du Limon, commune de Meyronne[5],[10].
- 1959 - 1960 : Couturié, Renault et Lesur découvre la partie fossile par l'aval du siphon Martel et la grotte en rive gauche avant la cascade[5].
- 1975 : le Spéléo Club de Périgueux découvre la Salle des Agenais[10].
- 1985 : le Spéléo Club de Souillac découvre un puits de dix mètres et un siphon au bas de la Salle des Agenais alimenté par un ruisseau de débit 4 à 5 l/s[5],[10],[24].